# Автодром Енцо та Діно Феррарі
Автодром Енцо і Діно Феррарі (італ. Autodromo Enzo e Dino Ferrari) — гоночна траса біля міста Імола в Італії. Вона розташована за 40 кілометрів на схід Болоньї і за 80 кілометрів на схід від заводу Ferrari в Маранелло.
До смерті Енцо Феррарі у 1988 році, траса називалася «Автодром Діно Феррарі» на честь сина засновника, Діно, який помер у 1956 році. Пізніше до його імені було додано і ім'я батька.

## Траса Формули-1
Автодром Енцо та Діно Феррарі є місцем проведення Гран-прі Сан-Марино Формули-1 (з 1981 по 2006 роки в Італії проводилися два Гран-прі на рік, тому гонка в Імолі називається так по імені прилеглої країни). Також у 1980 році тут проводився Гран-прі Італії, який зазвичай відбувається на автодромі Монца. Коли Формула-1 відвідує Імолу, вона, як і Гран-прі Італії, розглядається як «домашня траса» Ferrari, і натовпу «тифозі» (прихильників команди) приходять щоб підтримати місцеву команду.
Траса Імола, як вона часто згадується в розмовній мові неофіційно, — одна з нечисленних трас, рух на якій йде проти годинникової стрілки. Крім неї цією особливістю володіють тільки траса в Стамбулі та автодром Жозе Карлуса Пачі (Інтерлагос). А також новітній автодром Германа Тільке у Південній Кореї

## Історія

Схема відмінностей автодрому між 1994 і 2006 роках.

Побудована у 1950 році, Імола популярна серед пілотів через свою швидку, плавну конфігурацію. У 1973 і 1974 роках були додані дві шикани для того, щоб уповільнити машини. Третя шикана була додана у 1981 році. Проте траса залишалася постійним предметом турботи про безпеку, в основному щодо прохідного на граничній швидкості повороту «Тамбурелло», який був дуже вибоїстим і мав небезпечно маленький простір між трасою і бетонною стіною, що захищає струмок, який протікає позаду неї. У 1987 році під час практики стався нещасний випадок з Нельсоном Піке, який через травму пропустив гонку. У Гран-прі Сан-Марино 1989 року Герхард Бергер розбив свою Феррарі на повороті «Тамбурелло» через відмову переднього антикрила. Машина загорілася після важкого зіткнення, яке фактично розкололо монокок, але, завдяки швидкій роботі пожежників та медиків, Бергер вижив і не отримав серйозних травм.
У 1994 році під час Гран-прі на автодромі сталася низка трагічних подій, через які той етап отримав назву «Чорний вік-енд»: Під час п'ятничної практики Рубенс Барікелло врізався в бордюр, машина ударилася об верх загороди з покришок і перекинулася, бразилець від удару знепритомнів. Він не був серйозно травмований. Під час суботньої кваліфікації австрієць Роланд Ратценбергер зіткнувся в лобову зі стіною у повороті «Вільнев» через відмову переднього антикрила і загинув на місці. Наступного дня, коли легендарний триразовий чемпіон світу Айртон Сенна із загадкових причин проїхав у повороті «Тамбурелло» не звертаючи на 7-му колі. Він міг би бути не так сильно травмований від удару об стіну сам по собі, але частина підвіски, що відірвалася в результаті події, пробила шолом Сенни і вбила його. У цих двох незв'язаних пригодах кілька глядачів і механіків також були травмовані під час цього етапу змагань.
У відповідь на смерті Роланда Ратценбергера і Сенни були зроблені спроби щодо забезпечення безпеки траси. Розпрямлений поворот «Тамбурелло» був скорочений до затяжного повороту «зліва-направо» на 4-ій швидкості, і була додана гравійна пастка до обмеженого простору зовні повороту. «Вільнев», спочатку безпечний правий поворот на шостій передачі, що переходить в «Тоза», був перероблений у додатковий затяжний поворот на четвертій передачі, також з гравійної пасткою зовні повороту. У спробах зберегти деяку швидкість і характер колишньої траси важка шикана в «Аква Мінералі» була усунена, як і поворот, в якому розбився Барікелло. У 2007 році Гран-прі Сан-Марино було виключено з календаря Формули-1, а Гран-прі Сан-Марино 2006 року стало наразі останнім Гран-прі Формули-1 на трасі в Імолі.
З 2020 року траса знов потрапила до календаря Формули-1, отримавши назву Гран-прі Емілії-Романьї.

## Переможці Гран-прі на трасі в Імолі
У 1980 році на трасі проводився Гран-прі Італії, з 1981 по 2006 — Гран-прі Сан-Марино, з 2020 — Формула-1 — Гран-прі Емілії-Романьї.
| Рік  | Пілот                  | Конструктор       | Докладніше |
| ---- | ---------------------- | ----------------- | ---------- |
| 2022 | Макс Ферстаппен        | Red Bull Racing   | Результати |
| 2021 | Макс Ферстаппен        | Red Bull Racing   | Результати |
| 2020 | Льюїс Гамільтон        | Mercedes          | Результати |
| 2006 | Міхаель Шумахер        | Феррарі           | Результати |
| 2005 | Фернандо Алонсо        | Рено              | Результати |
| 2004 | Міхаель Шумахер        | Феррарі           | Результати |
| 2003 | Міхаель Шумахер        | Феррарі           | Результати |
| 2002 | Міхаель Шумахер        | Феррарі           | Результати |
| 2001 | Ральф Шумахер          | Вільямс-БМВ       | Результати |
| 2000 | Міхаель Шумахер        | Феррарі           | Результати |
| 1999 | Міхаель Шумахер        | Феррарі           | Результати |
| 1998 | Девід Култхард         | Макларен-Мерседес | Результати |
| 1997 | Гайнц-Гаральд Френтцен | Вільямс-Рено      | Результати |
| 1996 | Деймон Хілл            | Вільямс-Рено      | Результати |
| 1995 | Деймон Хілл            | Вільямс-Рено      | Результати |
| 1994 | Міхаель Шумахер        | Бенеттон-Форд     | Результати |
| 1993 | Ален Прост             | Вільямс-Рено      | Результати |
| 1992 | Найджел Менселл        | Вільямс-Рено      | Результати |
| 1991 | Айртон Сенна           | Макларен-Хонда    | Результати |
| 1990 | Рікардо Патрезе        | Вільямс-Рено      | Результати |
| 1989 | Айртон Сенна           | Макларен-Хонда    | Результати |
| 1988 | Айртон Сенна           | Макларен-Хонда    | Результати |
| 1987 | Найджел Менселл        | Вільямс-Хонда     | Результати |
| 1986 | Ален Прост             | Макларен-ТАҐ      | Результати |
| 1985 | Еліо де Анжеліс        | Лотус-Рено        | Результати |
| 1984 | Ален Прост             | Макларен-ТАҐ      | Результати |
| 1983 | Патрік Тамбе           | Феррарі           | Результати |
| 1982 | Дідьє Піроні           | Феррарі           | Результати |
| 1981 | Нельсон Піке           | Бребхем-Форд      | Результати |
| 1980 | Нельсон Піке           | Бребхем-Форд      | Результати |